# Telescope Rock
Telescope Rock ist eine zu Grenada gehörende unbewohnte Insel der Kleinen Antillen in der Karibik vor der Ostküste von Grenada.

## Geographie
Die Insel bildet die Fortsetzung von Telescope Point bei Grenville und trennt somit die Grenville Bay (Ance de L’Esterre) von der Great River Bay (Ance de la Grand Riviere).